# 傑瑪·多伊爾
傑瑪·多伊爾（英語：Gemma Doyle，1981年4月13日—），英國政治人物。2010年工黨失去下議院絕對多數席位後，贏得西鄧巴頓郡議席，曾於文立彬影子內閣中擔任國務大臣 (Minister of State)。2010年起曾參任多個委員會的委員，現為軍隊法案委員會一員。